# Kieferstädtel
Kieferstädtel, polnisch Sośnicowice ([sɔˈɕnitsovʲitsɛ]) ist eine Stadt im Powiat Gliwicki (Landkreis Gleiwitz) in der polnischen Woiwodschaft Schlesien und zählt rund 1700 Einwohner. Sie ist Hauptort der gleichnamigen Stadt- und Landgemeinde, die seit 2013 offiziell zweisprachig ist (Polnisch und Deutsch).

## Geographische Lage
Kieferstädtel liegt in Oberschlesien an der Klodnitz und der Birawka am Westrand des Oberschlesischen Industriegebiets, etwa 8 Kilometer südwestlich der Stadtmitte von Gleiwitz.

## Geschichte

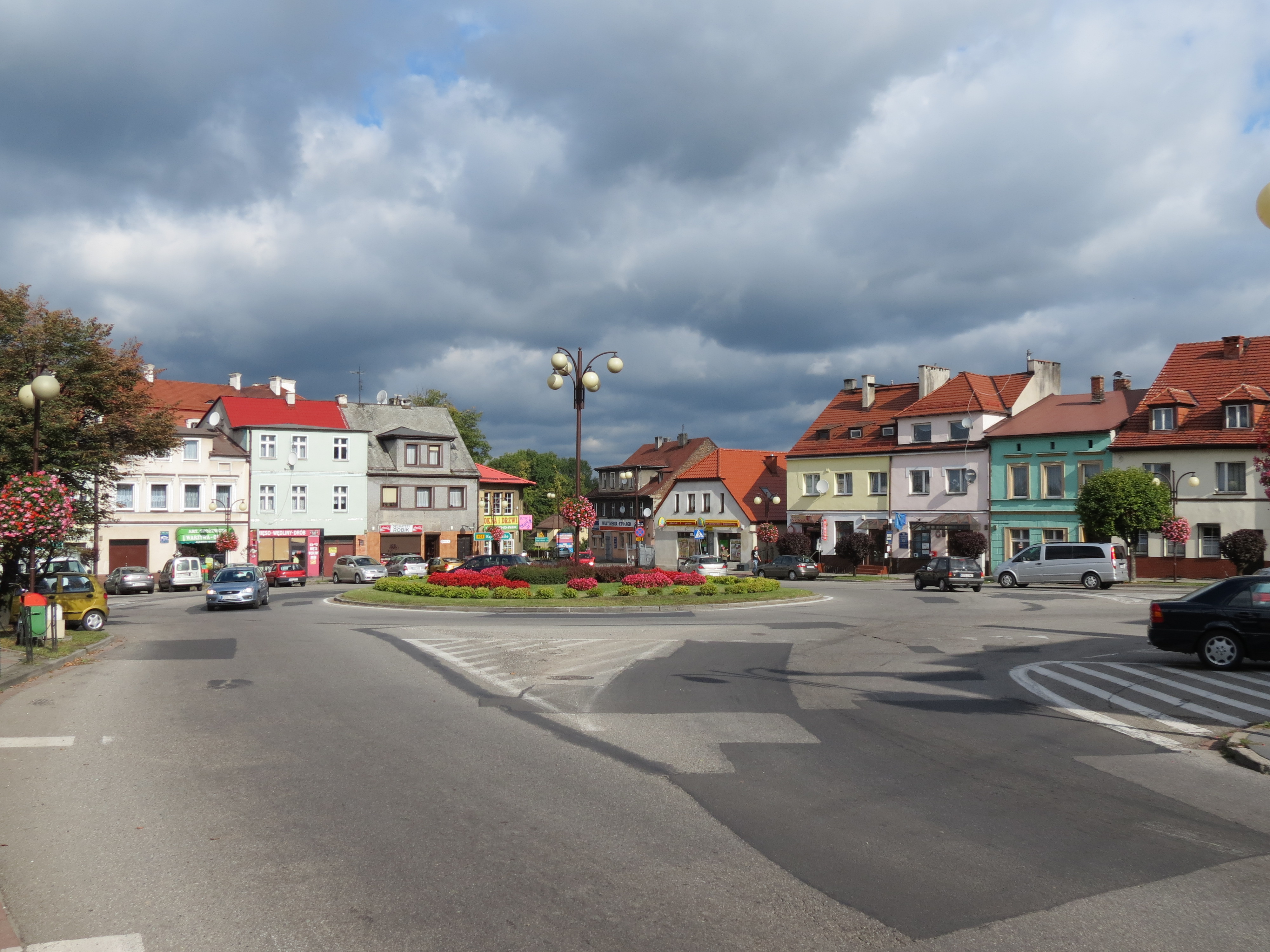
Marktplatz

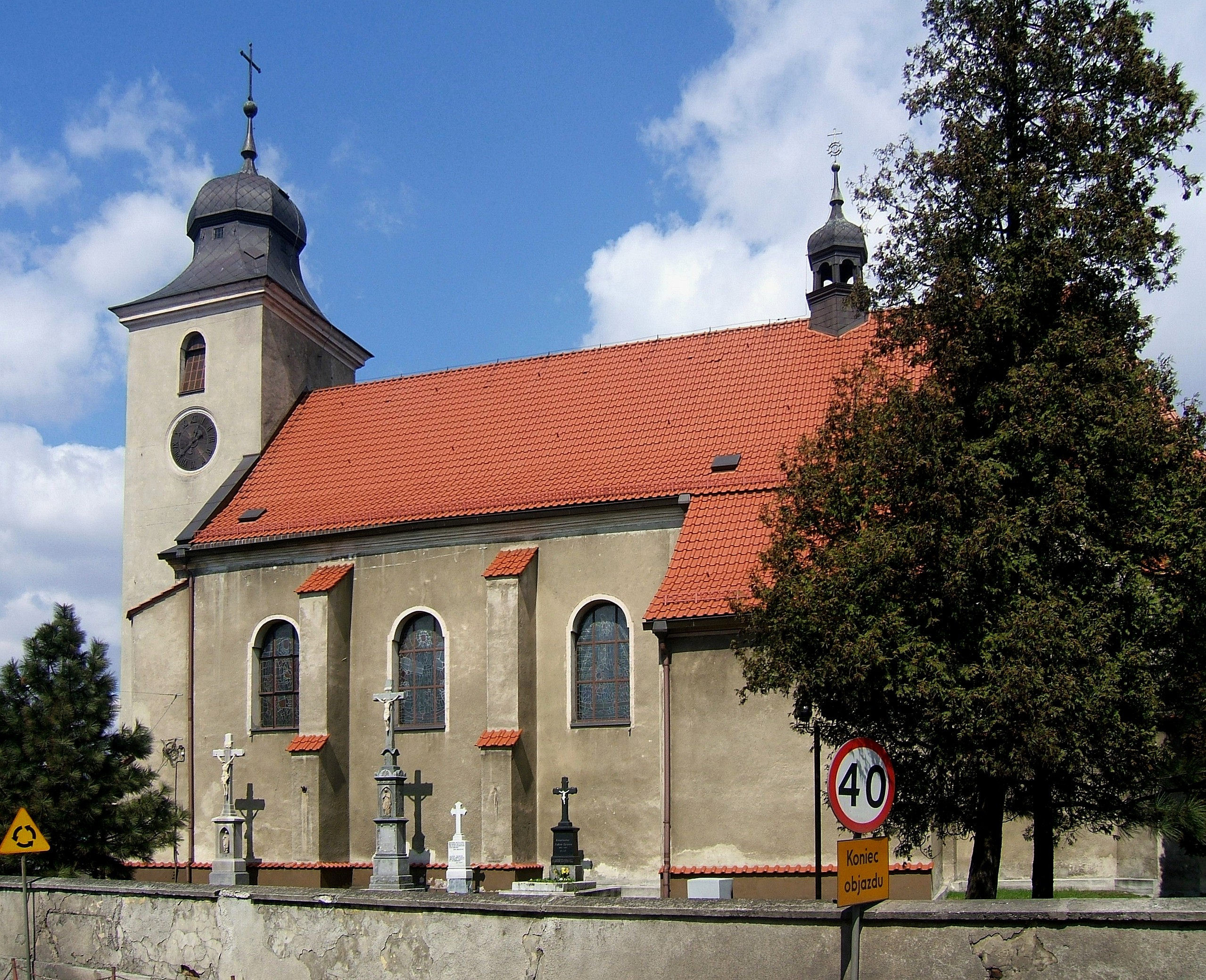
Katholische Pfarrkirche St. Jakob

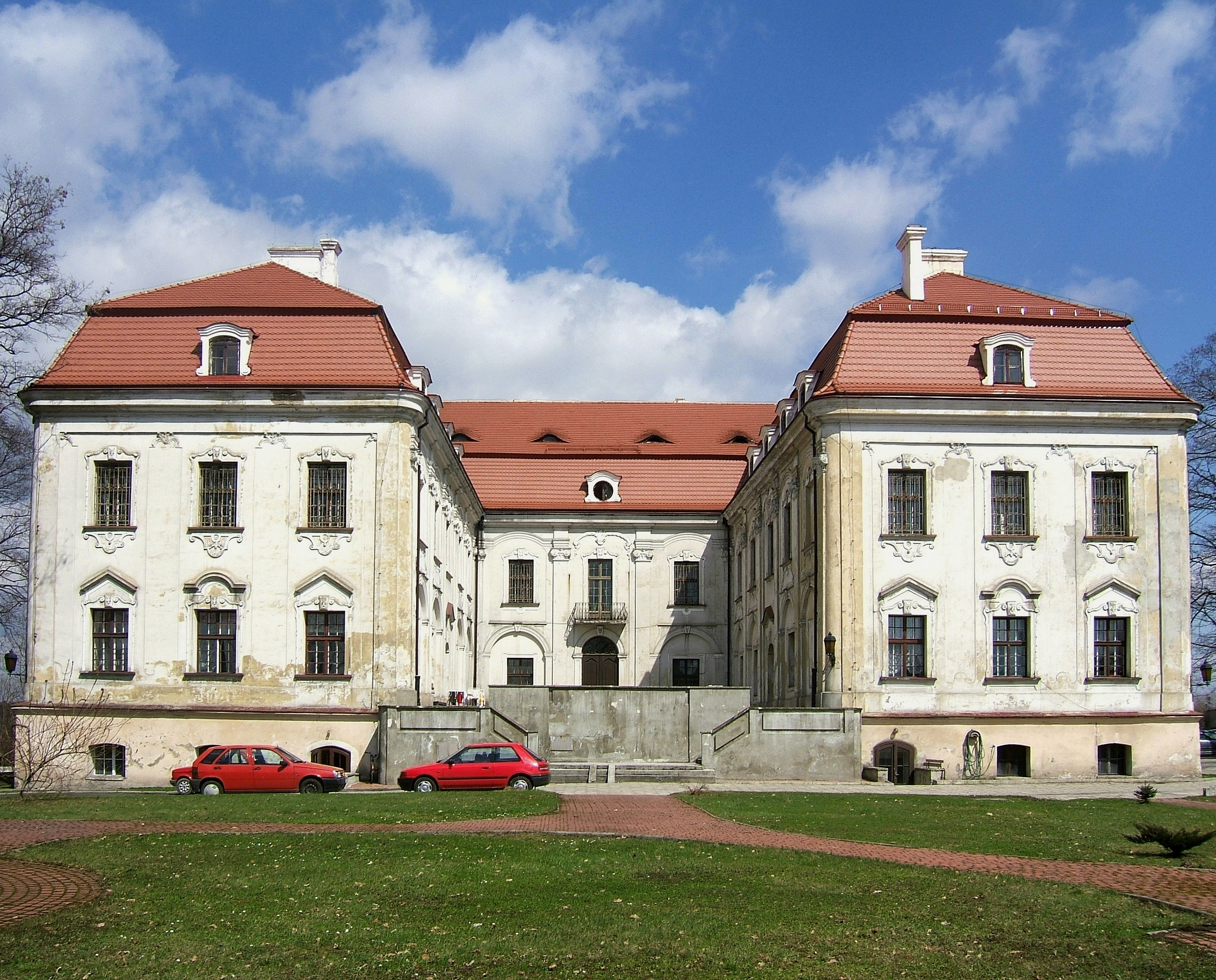
Barockschloss

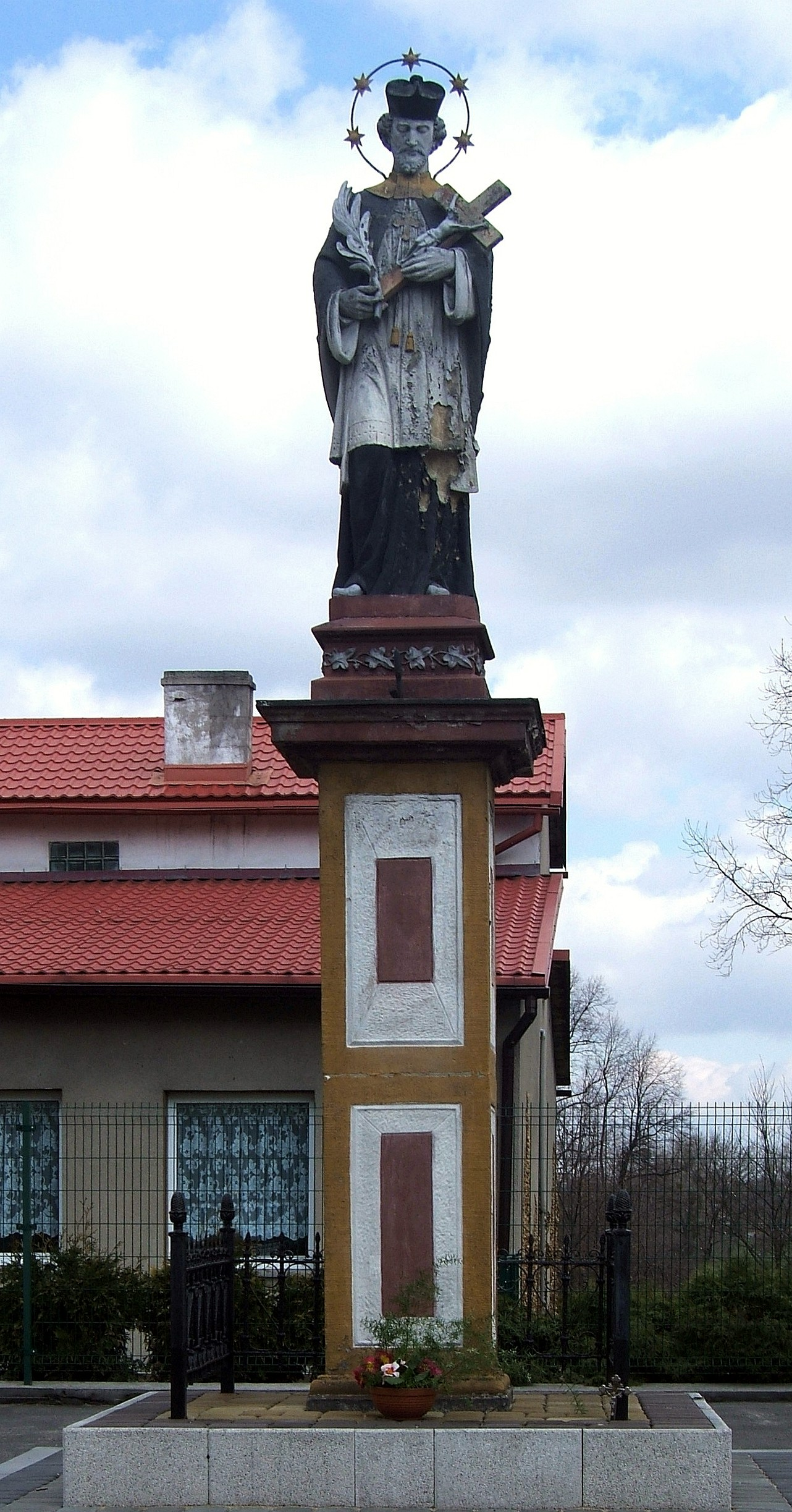
Nepomukstatue

Bei seiner ersten urkundlichen Erwähnung im Besitz- und Zehntverzeichnis des Bistums Breslau Liber fundationis Episcopatus Vratislawiensis (um 1305) wurde Kieferstädtel als Soßnessowitz bezeichnet. Gegründet wurde die Ortschaft aber wahrscheinlich vom Oppelner Herzog Wladislaus I. im 13. Jahrhundert, wurde von Kolonisten besiedelt und erhielt damals wahrscheinlich das Stadtrecht. Seit dieser Zeit war Kieferstädtel auch Parochie. Auch wenn die Stadt im 14. Jahrhundert als Hauptort eines Kreises, bzw. Landes bezeichnet wird, ging die wirtschaftliche Entwicklung nur langsam voran und Kieferstädtel hatte eher die Bedeutung eines Marktortes mit einem Ring. Zudem erlebte Kieferstädtel schwere Verwüstungen in den Hussitenkriegen, so dass der Ort erst 1506 als oppidum, also als Stadt erwähnt wurde.
Im Jahr 1526 fiel die Stadt wie das ganze Gleiwitzer Land direkt an die Habsburger. Schon im selben Jahr ließ Kaiser Ferdinand I. die Stadt neu erbauen und gründen, wofür von aus Böhmen zugewanderten Einwohnern Wald gerodet worden war.  Die Stadt nahm das Aussehen eines Handwerker- und Ackerbürgerstädtchens an, und ihre Bebauung wurde durch einen Erdwall geschützt. Bis ins 16. Jahrhundert hinein gehörte Kieferstädtel den Oppelner Herzögen, danach ging die Stadt in den Besitz verschiedener Adelsfamilien, der von Seidlitz, Trach von Brzezie, der Grafen von Praschma, der Grafen von Hodlitz und der Grafen von Chorinsky über. Bald darauf fasste die Reformation in der Stadt Fuß, worauf die Pfarrkirche 1555 von den Protestanten übernommen wurde, in deren Händen sie bis 1679 verblieb. Mit der Gegenreformation der Habsburger wurde die Stadt wieder rekatholisiert.
Nachdem die Stadt im Dreißigjährigen Krieg 1626 verwüstet worden war, versuchte Kaiser Leopold I. durch die Verleihung des Jahrmarkt- und Wochenmarktrechts 1677 den Aufschwung der Stadt zu beschleunigen. Doch machte der Siebenjährige Krieg (1756–1763) jeglichen Wiederaufbau zunichte, da die Stadt niedergebrannt wurde. An der staatlichen Zugehörigkeit Kieferstädtels änderte dieser Krieg nichts – es blieb wie der Großteil Schlesiens seit 1742 preußisch. Dem erneuten Wiederaufbau war das Aussetzen der Akzise förderlich – wirtschaftlich bedeutend wurden Handwerk, Handel und Viehmärkte, nicht zuletzt dank der Handelsstraße Krakau–Troppau. Den Wohlstand machte schließlich 1768 ein großer Stadtbrand endgültig zunichte, von dem sich die Stadt lange nicht erholte und schließlich 1808 das Stadtrecht endgültig verlor.
Der Stadtbrand ließ auch die uralte Kiefer in der Ortsmitte verkümmern, die an den Ortsnamen erinnerte und im folgenden Jahrhundert durch eine Statue des Heiligen Johann von Nepomuk ersetzt wurde. Der alte Ortsname, der sich auf das polnische Wort für Kiefer (sosna) zurückführen lässt, unterlag in der Stadtgeschichte vielen kleineren Änderungen und im Jahre 1789 setzte sich die Bezeichnung Kieferstädtel endgültig durch. Auch das Stadtwappen greift die Etymologie des Ortsnamens auf und ist seit dem 16. Jahrhundert nachgewiesen.
1853 erhielt der Ort im Landkreis Tost-Gleiwitz seine Stadtrechte zurück, und langsam fasste auch wieder die Industrie in Form eines Eisenwerks in der Stadt Fuß. Bereits 1830 war der Ring und die Hauptstraßen Ratiborer und Gleiwitzer Straße gepflastert worden. Die Eingemeindung des Gutsbezirkes des Schlosses und des südlich vorgelagerten Dorfes Pohlsdorf (heute Polska Wieś) ließ das Stadtgebiet auf seine heutige Größe anwachsen.
In der Reichspogromnacht 1938 wurde die hölzerne Bebauung des kleinen jüdischen Friedhofes südöstlich von Kieferstädtel niedergebrannt. Damals lebten aber wohl keine Juden mehr in der Stadt – 1844 hatten sie noch 93 der 926 Einwohner ausgemacht und ein eigenes Bethaus besessen.
Im Jahr 1945 gehörte Kieferstädtel zum Landkreis Tost-Gleiwitz, der bis 1939 in den Regierungsbezirk Oppeln der preußischen Provinz Schlesien des Deutschen Reichs  eingegliedert  gewesen war und der danach dem Regierungsbezirk Kattowitz zugeordnet wurde.
Gegen Ende des Zweiten Weltkriegs wurde Kieferstädtel am   27. Januar 1945  von der Roten Armee besetzt – Zerstörungen hatten vor allem die Westseite des Rings und das Schloss aufzuweisen, die ausgebrannt waren. Nach Kriegsende wurde die Region von der Sowjetunion unter polnische Verwaltung gestellt. Es wurde die polnische Ortsbezeichnung  Sośnicowice eingeführt, und die Stadtrechte gingen noch im selben Jahr erneut verloren. Anschließend  begann die Zuwanderung polnischer Migranten, die zum Teil aus Gebieten östlich der Curzon-Linie kamen, wo sie der polnischen Minderheit angehört hatten.   Die deutschen Stadtbewohner wurden von der örtlichen polnischen Verwaltungsbehörde größtenteils  vertrieben.                 
Trotz seiner Nähe und wirtschaftlichen Abhängigkeit von der Großstadt Gliwice konnte Sośnicowice seine Unabhängigkeit behaupten, erhielt 1996 wieder das Stadtrecht und wurde Sitz einer Stadt- und Landgemeinde. Heute ist die Gemeinde von Leichtindustrie und Landwirtschaft geprägt und profitiert mit dem Autobahnanschluss Kleszczów-Sośnica von der Nähe zur A4. Trotzdem nimmt die Einwohnerzahl der Stadt ab, während die der Gemeinde ansteigt.

### Zweisprachige Ortsnamen
Am 10. Oktober 2013 wurden in der Gemeinde amtliche deutsche Ortsnamen für sechs der neun Ortsteile eingeführt, nachdem vorher bereits Ortsbefragungen darüber durchgeführt wurden. Somit erhielt der Ort zusätzlich den deutschen Ortsnamen Kieferstädtel und ist damit zweisprachig. Am 11. Dezember 2013 wurden zudem zweisprachige Ortsschilder aufgestellt.

### Demographie
| Jahr | Einwohnerzahl | Anmerkungen |
| ---- | ------------- | --- |
| 1783 | 0370          | [ 11 ] |
| 1817 | 0519          | [ 12 ] |
| 1825 | 0616          | darunter zehn Evangelische, 46 Juden                                                                                                |
| 1840 | 0827          | davon 15 Evangelische, 739 Katholiken, 73 Juden                                                                                     |
| 1844 | 0926          | davon elf Evangelische, 822 Katholiken, 93 Juden                                                                                    |
| 1855 | 0906          | [ 15 ] |
| 1858 | 0946          | [ 12 ] |
| 1861 | 0984          | davon 18 Evangelische, 909 Katholiken, 57 Juden                                                                                     |
| 1867 | 1016          | am 3. Dezember |
| 1871 | 1015          | meist Katholiken (530 Polen); nach anderen Angaben 1015 Einwohner (am 1. Dezember), davon 18 Evangelische, 958 Katholiken, 39 Juden |
| 1900 | 1025          | meist Katholiken |
| 1910 | 1070          | am 1. Dezember, mit Schloss und Gutsbezirk (101 Personen)                                                                           |
| 1933 | 1947          | [ 20 ] |
| 1939 | 2130          | [ 20 ] |

| Jahr | Stadt | Anmerkungen |
| ---- | ----- | ----------- |
| 2002 | 1804  | [ 21 ]      |
| 2006 | 1715  | [ 21 ]      |

## Städtepartnerschaften
Seit 1993 besteht eine Partnerschaft mit der deutschen Stadt Linden in Hessen.

## Sehenswürdigkeiten
- Das spätbarocke Schloss wurde um 1755 für Karl von Hoditz errichtet und in U-Form angelegt. Bei diesem Neubau wurden allerdings die Fundamente des mittelalterlichen Vorgängerbaus ausgenutzt. Das Äußere ist eher schlicht gehalten und mit Barock- und Rokokoverzierungen geschmückt.
- Aus dem Jahre 1447 stammt die spätgotische Pfarrkirche St. Jakobus in der Stadtmitte. 1680 brannte sie aus und erhielt ihre heutige Gestalt beim Wiederaufbau von 1786 bis 1794. Den Bau leitete Baumeister Hainze und nutzte dabei die alten Fundamente der Kirche für den Neubau. Den Frontturm bekrönt seitdem eine barocke Haube. Im Innern erhielt die Kirche eine bis heute erhaltene spätbarocke Ausstattung. Neben dem Seiteneingang befindet sich ein Sühnekreuz aus Sandstein.

## Söhne und Töchter der Stadt
- Theodor von Pelchrzim (* 9. Oktober 1816; † 15. Januar 1892), preußischer Major und Schriftsteller